# Ali Adem
Ali Adem (mac. Али Адем, ur. 1 czerwca 2000 w Skopju) – północnomacedoński piłkarz grający na pozycji defensywnego pomocnika, w północnomacedońskim klubie KF Shkupi. Wychowanek Wardaru Skopje, w którym rozpoczął seniorską karierę. Grał także w Arisie Saloniki i NPS Weria. Młodzieżowy reprezentant Macedonii Północnej.

## Sukcesy

### Klubowe
Wardar Skopje
- Mistrz Macedonii Północnej: 2019/2020

KF Shkupi
- Mistrz Macedonii Północnej: 2019/2020